# Kościół św. Barbary w Starej Częstochowie
Kościół św. Barbary w Starej Częstochowie – kościół, który znajdował się w Częstochowie na Starym Mieście, u zbiegu ulic Jaskrowskiej i Nadrzecznej. Zniszczony w 1809 roku podczas wojny polsko-austriackiej.

## Historia
Niewiele wiadomo o istnieniu kościoła, prawdopodobnie powstał w okresie podobnym do kościoła św. Zygmunta. W 1602 roku odnotowano istnienie kaplicy św. Barbary na Zawodziu, przy moście nad Wartą. W 1776 roku kościół rozbudował Tadeusz Muszalski, a już ok. 1802 roku kaplicę przejęli protestanci. Przy kościele znajdował się cmentarz. Spalony w czasie wojny polsko-austriackiej.
W połowie XIX wieku zarząd miasta przykrył ruinę dachem i przebudował na wojskową piekarnię. W 1885 roku Julian Fuchs próbował go odbudować jako kościół, ale z powodu oporu administracji państwowej odstąpił od tego zamiaru. Wkrótce potem piekarnia stała się zbędna, a budynek stał pusty i niszczał, razem z zachowanymi resztkami ołtarzy. Około 1895 roku na licytacji ruinę zakupił piekarz, który ponownie zaadaptował budynek na piekarnię, ale wkrótce sprzedał go. Wówczas resztki rozebrano, a na ich miejscu zbudowano piętrowy budynek. Później dom zmieniał właściciela jeszcze dwukrotnie, a w 1910 roku budynek przebudowano, dodając drugie piętro.
Po II wojnie światowej w miejscu zniszczonej zabudowy Starego Miasta zbudowano bloki mieszkalne. W czasie prac przy przebudowie ulicy Nadrzecznej w 2015 roku odkryto fundamenty dawnego kościoła z łamanego kamienia wapiennego o wymiarach prawie 10 na 8 metrów.